# Жественка
Жественка — река в Московской области России, правый приток нижней Петрицы. Течёт на запад по территории городского округа Подольск. Длина — около 4,5 км. Неширокая (до 5 метров — река и до 40 метров — пруды). Глубина — до 1,5 метра.
Устье находится около Меньшово, исток — в городе Подольске южнее остановочного пункта Кутузовская около улицы Большой Серпуховской.
На берегу реки лежит посёлок Северово.
Система водного объекта: Петрица → Моча → Пахра → Москва → Ока → Волга → Каспийское море.